# Erich Schlenker
Erich Schlenker (* 26. April 1904 in Schlaitdorf; † 13. November 1961 in Stuttgart) war ein deutscher Kunsthistoriker, Schriftsteller, Dichter, Redakteur und Fremdenverkehrsdirektor.

## Leben
Schlenker war Kunsthistoriker bei der Silberwarenfabrik Peter Bruckmann & Söhne, später dann persönlicher Referent von Gemeinderat Bruckmann und Redaktionsmitglied des Stuttgarter Neuen Tagblattes und der Fellbacher Rundschau. Von 1940 bis 1945 bekleidete er das Amt des Verkehrsdirektors der Stadt Stuttgart. Er war Begründer des Kunsthöfles in Bad Cannstatt und Geschäftsführer des Künstlerbundes Baden-Württemberg. 1960 wurde er Verkehrsdirektor der Stadt Heidelberg und geschäftsführendes Vorstandsmitglied des Verkehrsverbandes Nordbaden.
Erich Schlenker hat das Kulturleben der Stadt Fellbach in besonderer Weise geprägt. Als Initiator der Fellbacher Arbeitsgemeinschaft nach dem Zweiten Weltkrieg, der Vorgängerin der Volkshochschule, als Mitbegründer und Mitgestalter des Fellbacher Herbstes im Jahre 1948, als Redakteur der Fellbacher Rundschau, als Verfasser des historischen Fellbach-Spiels, des Fellbach-Liedes und der Fellbacher Schnurren, als Anreger für Ausstellungen und kulturelle Aktivitäten.

## Schriften
- Die Massenproduktion in der Deutschen Silberwarenindustrie. Dissertation, Berlin 1930
- Das Erlebnis einer Landschaft: Ein Bildbericht von der Reichsgartenschau Stuttgart 1939. Michel, Nürnberg 1940
- unter dem Pseudonym Paul Albert: Mein Stuttgart-Brevier: Etliche kleine Bemerkungen, Notizen und Begebenheiten aus der schönen Stadt Stuttgart. Dr. Cantz’sche Druckerei, Bad Cannstatt 1940
- unter dem Pseudonym Paul Albert: Mein Slowakei-Brevier oder Etliche kurze Notizen, Erinnerungen und Begebenheiten aus der schönen Slowakei, dem Lande der Berge und Burgen, der weiten Wälder, der Bäder und Luftkurorte. Cantz, Bad Cannstatt 1943
- unter dem Pseudonym Paul Albert: Glück und Glas: Allerhand Geschichte und Geschichte aus Fellbachs vergangenen Tagen .... ABC-Verlag, Stuttgart 1947
- unter dem Pseudonym Paul Albert: Karl Haug und Sohn: die Geschichte eines schwäbischen Betriebs. ABC-Verlag Bach, Stuttgart 1948
- unter dem Pseudonym Paul Albert: Wilhelm Kraut: Leben und Lebenswerk. Banholzer, Stuttgart-Rottweil 1956
- Fellbach, die grosse Kreisstadt vor Stuttgarts Toren: Das gastl. Tor zum gastl. Remstal. Baden-Württembergische Verlagsanstalt, Stuttgart-Bad Cannstatt 1956
- mit Edwin Kuntz, Robert Häusser, Richard Benz: Heidelberg: Ein Bildbuch. Thorbecke, Konstanz/Lindau/Stuttgart 1961

| Personendaten    | Personendaten                                                                             |
| ---------------- | ----------------------------------------------------------------------------------------- |
| NAME             | Schlenker, Erich                                                                          |
| KURZBESCHREIBUNG | deutscher Kunsthistoriker, Schriftsteller, Dichter, Redakteur und Fremdenverkehrsdirektor |
| GEBURTSDATUM     | 26. April 1904                                                                            |
| GEBURTSORT       | Schlaitdorf                                                                               |
| STERBEDATUM      | 13. November 1961                                                                         |
| STERBEORT        | Stuttgart                                                                                 |